# شهرستان اوست-کولومسکی
شهرستان اوست-کولومسکی (به لاتین: Ust-Kulomsky District) یک شهرستان در روسیه است که در جمهوری کومی واقع شده‌است.